# Casearia ulmifolia
Casearia ulmifolia là một loài thực vật có hoa trong họ Liễu. Loài này được Vahl ex Vent. mô tả khoa học đầu tiên năm 1808.